# Ланьйон (округ)
Округ Ланьйон (фр. Arrondissement de Lannion) — округ у Франції, в департаменті Кот-д'Армор. 2023 року округ об'єднував 57 муніципалітетів, населення становило 100 188 осіб.
Адміністративний центр (супрефектура) — Ланьйон.

## Муніципалітети
Список муніципалітетів округу та їхні коди INSEE:
1. Бере (22006)
2. Каван (22034)
3. Камле (22028)
4. Камперван (22257)
5. Кауеннек-Ланвезеак (22030)
6. Кербор (22085)
7. Кермар'я-Сюлар (22090)
8. Коатаскорн (22041)
9. Коатреван (22042)
10. Ла-Рош-Жоді (22264)
11. Ланвеллек (22119)
12. Лангоа (22101)
13. Ланмерен (22110)
14. Ланмоде (22111)
15. Ланьйон (22113)
16. Ле-В'є-Марше (22387)
17. Лезардріє (22127)
18. Логіві-Плугра (22131)
19. Луаннек (22134)
20. Манталло (22141)
21. Мінії-Трегіє (22152)
22. Панвенан (22166)
23. Перро-Гірек (22168)
24. Плеб'ян (22195)
25. Пледаньєль (22196)
26. Племер-Боду (22198)
27. Племер-Готьє (22199)
28. Плестен-ле-Грев (22194)
29. Плуаре (22207)
30. Плубер (22211)
31. Плуг'єль (22221)
32. Плугра (22217)
33. Плугрескан (22218)
34. Плузеламбр (22235)
35. Плулек (22224)
36. Плумільйо (22226)
37. Плуневе-Моедек (22228)
38. Плунерен (22227)
39. Плюзюне (22245)
40. Плюфюр (22238)
41. Прат (22254)
42. Роспе (22265)
43. Сен-Ке-Перро (22324)
44. Сен-Мішель-ан-Грев (22319)
45. Тонкедек (22340)
46. Требердан (22343)
47. Треву-Трегіньєк (22379)
48. Трегастель (22353)
49. Трегіє (22362)
50. Трегром (22359)
51. Тредарзек (22347)
52. Тредре-Локемо (22349)
53. Тредюде (22350)
54. Трезені (22381)
55. Трелеверн (22363)
56. Тремель (22366)
57. Трогері (22383)